# Армодафініл
Армодафініл (англ. Armodafinil, лат. Armodafinilum) — синтетичний лікарський засіб, який є R-енантіомером рацемічного модафінілу. Армодафініл застосовується перорально. Армодафініл розроблений у лабораторії фармацевтичної компанії «Cephalon», та застосовується у клінічній практиці з 2007 року.

## Фармакологічні властивості
Армодафініл — синтетичний лікарський засіб, який є R-енантіомером рацемічного модафінілу. Точний механізм дії препарату невідомий, найімовірнішим механізмом дії армодафінілу є посилення викиду нейромедіаторів, зокрема норадреналіну, орексину та дофаміну, із синаптичних щілин, а також підвищення рівня гістаміну, та пригнічення секреції ГАМК. Препарат також є непрямим агоністом дофамінових рецепторів, та пригнічує зворотнє захоплення дофаміну. Унаслідок застосування препарату посилюється активність, тривалий час підтримується бадьорість, покращується настрій, концентрація уваги, пам'ять та когнітивні функції мозку. Хоча й застосування армодафінілу не супроводжується розвитком звикання та формування залежності від препарату, з часом формується висока толерантність до препарату, а відмова від його застосування може спричинити розвиток синдрому відміни. Застосування армодафінілу може спричинювати також появу ейфорії та чинити психоактивну дію.

### Фармакокінетика
Армодафініл при прийомі всередину швидко всмоктується та розподіляється в організмі, максимальна концентрація препарату спостерігається протягом 2 годин після прийому модафінілу. Біодоступність препарату точно не встановлена. Армодафініл у помірній кількості (на 60 %) зв'язується з білками плазми крові. Препарат добре проникає через гематоенцефалічний бар'єр, проникає через плацентарний бар'єр, даних щодо виділення препарату в грудне молоко немає. Метаболізується армодафініл у печінці з утворенням неактивних метаболітів. Виводиться препарат із організму переважно із сечею (80 %) у вигляді метаболітів, 1 % армодафінілу виводиться разом із калом. Період напіввиведення препарату становить 15 годин, при порушеннях функції печінки та в осіб похилого віку цей час може збільшуватися.

## Покази до застосування
Армодафініл застосовують при нарколепсії, апное уві сні, а також розладів нервової системи, спричинених ненормованим робочим графіком.

## Побічні ефекти
Застосування армодафінілу супроводжується низкою частих побічних ефектів. Найчастішими побічними ефектами препарату є:
- Алергічні реакції — шкірний висип, контактний дерматит, гіпергідроз, гарячка.
- З боку травної системи — нудота, блювання, діарея або запор, біль у животі, диспепсія, зниження апетиту, сухість у роті.
- З боку нервової системи — підвищена стомлюваність, загальна слабкість, неспокій, тривожність, головний біль, запаморочення, депресія, парестезії, тремор, мігрень.
- Інші побічні ефекти — задишка, тахікардія.

При раптовому припинені вживання препарату може розвиватися синдром відміни, симптомами якого є запаморочення, підвищена пітливість, тремтіння, нудота, блювання.

## Протипокази
Протипоказами для застосування армодафінілу є підвищена чутливість до препарату, вагітність та годування грудьми, дитячий вік.

## Форми випуску
Армодафініл випускається у вигляді таблеток по 0,05; 0,15 і 0,25 г.